# سیارک ۱۰۹۹۲
سیارک ۱۰۹۹۲ (به انگلیسی: 10992 Veryuslaviya، نامگذاری:1974SF) ده هزار و نهصد و نود و دومین سیارک کشف شده‌است که در ۱۹ سپتامبر ۱۹۷۴ کشف شد.